# Элнесвоген
Элнесвоген (норв. Elnesvågen) — город в губернии Мёре-ог-Ромсдал в Западной Норвегии, административный центр муниципального образования Френа.
Население, по переписи 2013 года — 2453 человек.
Находится рядом с фьордом Frænfjorden, примерно в 20 км от города Молде, в 6 км от города Торнес, в 8-ми километрах от города Малм.